# Жан-Жак Гійон
Жан-Жак Гійон (фр. Jean-Jacques Guyon, 21 грудня 1932 — 20 грудня 2017) — французький вершник.
Олімпійський чемпіон 1968 року в індивідуальному триборстві.
Бронзовий призер Чемпіонату Європи з кінного триборства 1967 року в командному триборстві.